# النوب (ذي السفال)

تعديل مصدري - تعديل

النوب محلة تابعة لقرية الوادي، التابعة لعزلة الصفة بمديرية ذي السفال إحدى مديريات محافظة إب في الجمهورية اليمنية، بلغ تعداد سكانها 77 حسب تعداد اليمن لعام 2004.